# Šport u 2000.
◄◄ | ◄ | 1997. | 1998. | 1999. | 2000.  | 2001. | 2002. | 2003. | ► | ►►
Arhitektura • Astronautika • Astronomija • Biologija • Film • Fotografija • Glazba • Kazalište • Kemija • Kiparstvo • Knjige • Književnost • Kršćanstvo • Meteorologija • Medicina • Planinarstvo • Politika • Pravo • Promet • Slikarstvo • Strip • Šport • Televizija • Znanost • Zrakoplovstvo • Željeznički promet
Šport u 2000.

## Svijet

### Natjecanja

#### Svjetska natjecanja
- Od 15. rujna do 1. listopada – XXVII. Olimpijske igre – Sydney 2000.

#### Kontinentska natjecanja

##### Europska natjecanja
- Od 21. do 30. siječnja – Europsko prvenstvo u rukometu u Hrvatskoj: prvak Švedska
- Od 10. lipnja do 2. srpnja – Europsko prvenstvo u nogometu u Belgiji i Nizozemskoj: prvak Francuska

### Osnivanja
- Newcastle United Jets FC, australski nogometni klub

## Vanjske poveznice
|  | Zajednički poslužitelj ima još gradiva o temi Šport u 2000. |